# دانيال هرنانديز
دانيال هرنانديز (بالإنجليزية: Daniel Hernández)‏ (23 يوليو 1976 في الولايات المتحدة - ) هو لاعب كرة قدم أمريكية ولاعب كرة قدم أمريكي في مركز الدفاع. لعب مع تامبا باي موتيني ولوس أنجلوس غلاكسي ونادي بويبلا ونادي تشياباس ونادي دالاس ونادي نيكاكسا ونيو إنجلاند ريفولوشن ونيويورك ريد بولز.

## وصلات خارجية
- دانيال هرنانديز على موقع كلية كرة القدم في سبورتس رفرنس.كوم (الإنجليزية)
- دانيال هرنانديز على موقع الدوري الأمريكي (الإنجليزية)
- دانيال هرنانديز على موقع قاعدة بيانات كرة القدم.إي يو (الإنجليزية)
- دانيال هرنانديز على موقع Soccerway.com (الإنجليزية)